# Neuraxis
I Neuraxis sono un gruppo death metal formatosi a Montréal nel 1995
La band fu fondata nel 1995 da Steven Henry e Yan Thiel. Il loro primo album, intitolato Imagery fu registrato nel 1996 nei Peter Pan's Studio di Montréal e pubblicato l'anno successivo. Ne sono seguiti A Passage into Forlorn (2001), Truth Beyond... (2002) e Trilateral Progression (2005). Nel 2007 hanno partecipato al Domination Tour insieme a Rotting Christ, Incantation e Malevolent Creation.
Della band, nella formazione attuale, non è rimasto più nessun componente originale.

## Formazione

### Formazione attuale
- Robin Milley - chitarra
- Yan Thiel - basso
- Tommy McKinnon - batteria
- Will Seghers - chitarra
- Alex Leblanc - voce

### Ex componenti
- Chris Alsop - voce
- Martin Auger - batteria
- Alex Erian - batteria
- Ian Campbell - voce

## Discografia

### Album in studio
- 1997 - Imagery
- 2001 - A Passage into Forlorn
- 2002 - Truth Beyond...
- 2005 - Trilateral Progression
- 2008 - The Thin Line Between Advance

### Demo
- 1999 - In Silence
- 1999 - Virtuosity

### Live
- 2007 - Live Progression